# Pere Falqués i Urpí

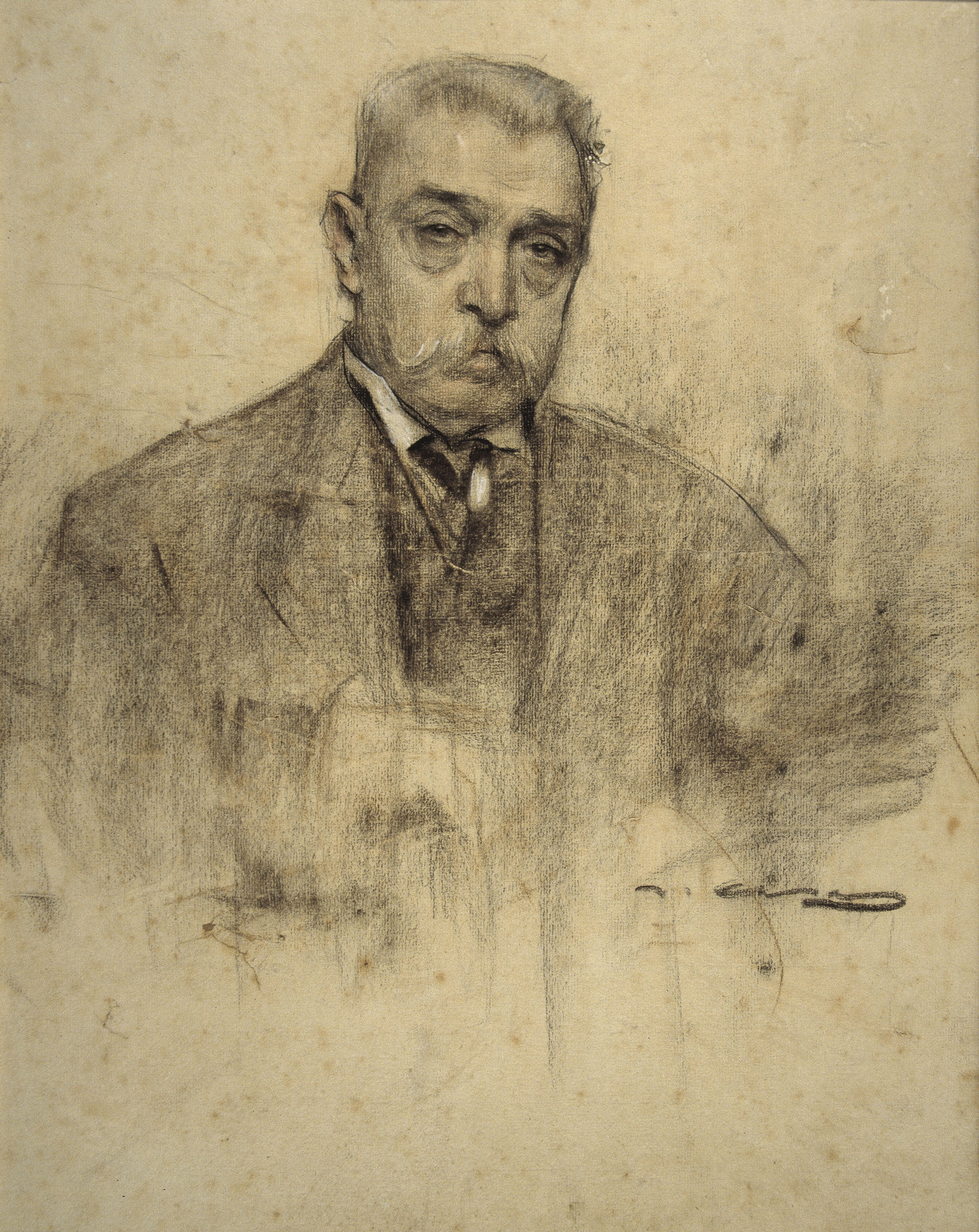
Falqués, door Ramon Casas (MNAC).

Pere Falqués i Urpí (Barcelona, 1850 - Barcelona, 22 augustus 1916) was een architect die tot het Modernisme català behoorde, de Catalaanse variant van jugendstil/art nouveau.
Vanaf 1873 was Falqués architect en van 1889 tot 1914 was hij de gemeentelijke architect van Barcelona. Dit ten koste van zijn vriend Lluís Domènech i Montaner, die deze functie ook graag wilde. Hij was tevens van 1899 tot 1900 voorzitter van de Associació d'Arquitectes de Catalunya, de vereniging voor architecten in Catalonië.
Falqués heeft onder andere meegewerkt aan de Exposición Universal de Barcelona waar hij het paleis van de Wetenschap en dat van de Landbouw ontwierp. In 1889 won hij de wedstrijd om de Plaça de Catalunya te hervormen. In de tijd dat Falqués gemeentelijk architect was, realiseerde hij belangrijke werken, zoals de topografische kaart van de stad, de hervorming van het Grand Teatre del Liceu en van het Parc de la Ciutadella, een van de groenste zones van Barcelona. In 1906 heeft hij de lantaarnpalen en de in trencadísmozaïekstijl uitgevoerde zitbankjes op de Passeig de Gràcia ontworpen. Op dezelfde laan bevindt zich de Casa Bonaventura Ferrer, een huis dat een van zijn mooiste verwezenlijkingen is en dat eveneens dateert van 1906.
- Catàleg d'autoritats de noms i títols de Catalunya: 981058527614306706
- Gemeinsame Normdatei: 1072771063
- International Standard Name Identifier: 0000 0004 1002 6511
- Virtual International Authority File: 303953578
- WorldCat: E39PBJrKWqWfGvC8fmh4VCV6Kd